# Stroudia hirta
Stroudia hirta är en stekelart som beskrevs av Gusenleitner 2002. Stroudia hirta ingår i släktet Stroudia och familjen Eumenidae. Inga underarter finns listade i Catalogue of Life.